# Opogona anticella
Opogona anticella är en fjärilsart som beskrevs av Walker 1875. Opogona anticella ingår i släktet Opogona och familjen äkta malar. Inga underarter finns listade i Catalogue of Life.